# جنيفر وايزمان
جنيفر وايزمان (بالإنجليزية: Jennifer Wiseman) (و. القرن 20  م) هي عالمة فلك من الولايات المتحدة الأمريكية.

## التعليم
تعلمت في جامعة هارفارد، ومعهد ماساتشوست للتكنولوجيا.